# Pogorzela
Pogorzela è un comune urbano-rurale polacco del distretto di Gostyń, nel voivodato della Grande Polonia.
Ricopre una superficie di 96,47 km² e nel 2004 contava 5 149 abitanti.